# Resultados do Carnaval do Rio de Janeiro em 1980
Nesta página estão listados os resultados dos concursos de escolas de samba, blocos de empolgação, blocos de enredo, frevos carnavalescos, ranchos carnavalescos e sociedades carnavalescas do carnaval do Rio de Janeiro do ano de 1980. Os desfiles foram realizados entre os dias 16 e 23 de fevereiro de 1980.
Beija-Flor, Imperatriz Leopoldinense e Portela venceram o Grupo 1-A com nota máxima de todos os julgadores. Com um desfile sobre o imaginário infantil, a Beija-Flor conquistou seu quarto título de campeã. O enredo "O Sol da Meia-Noite, Uma Viagem ao País das Maravilhas" foi desenvolvido pelo carnavalesco Joãosinho Trinta, que foi campeão pela sétima vez no carnaval do Rio. Homenageando a Bahia, a Imperatriz Leopoldinense conquistou seu primeiro título na elite da folia. O enredo "O Que É Que a Bahia Tem" foi assinado por Arlindo Rodrigues, que conquistou seu sétimo título de campeão. Com um desfile sobre o circo, a Portela obteve seu vigésimo título de campeã do carnaval, quebrando o jejum de dez anos sem vitórias. O enredo "Hoje Tem Marmelada" foi desenvolvido por Viriato Ferreira, que conquistou seu primeiro e único título como carnavalesco. Última colocada, Unidos de São Carlos foi rebaixada para a segunda divisão. O desfile da escola ficou marcado pelo acidente envolvendo o destaque de luxo Mauro Rosas, que caiu de uma das alegorias da escola. Causou polêmica a decisão da AESCRJ de abolir o julgamento dos quesitos Mestre-Sala e Porta-Bandeira e Comissão de Frente.
Unidos da Tijuca venceu o Grupo 1-B com uma homenagem ao industrial Delmiro Gouveia, morto em 1917. Acadêmicos de Santa Cruz conquistou o título do Grupo 2-A com um desfile sobre a Quinta da Boa Vista. Acadêmicos da Cidade de Deus e Paraíso do Tuiuti foram as campeãs do Grupo 2-B. Fala Meu Louro; Chamego de Benfica, Sineta do Engenho Novo e Unidos de Botafogo; Bafo do Gato; Beco do Sorriso e Gavião da Tijuca foram os vencedores dos grupos de blocos de empolgação.
Canários das Laranjeiras; Bafo do Leão; Mocidade de São Matheus; Força Jovem do Horto; Sai Como Pode; Corações Unidos de Bonsucesso; Custou mas Saiu; Acadêmicos da Abolição; Globo de Ouro; Unidos de Edson Passos; Arrasta Povo; Acadêmicos dos Prazeres foram os campeões dos grupos de blocos de enredo. Lenhadores ganhou a disputa dos frevos pela 23.ª vez. Recreio da Saúde foi o campeão dos ranchos. Diplomatas da Tiradentes venceu o concurso das grandes sociedades.

## Escolas de samba

### Grupo 1-A
O desfile do Grupo 1-A foi organizado pela Associação das Escolas de Samba da Cidade do Rio de Janeiro (AESCRJ) e realizado na Rua Marquês de Sapucaí, a partir das 19 horas de domingo, dia 17 de fevereiro de 1980. O tempo máximo de desfile foi reduzido de oitenta para setenta minutos. O desfile foi aberto pela vice-campeã do Grupo 1-B do ano anterior (Império Serrano); seguida pela última colocada do Grupo 1-A do ano anterior (Unidos de São Carlos); e pela campeã do Grupo 1-B do ano anterior (Unidos de Vila Isabel).
| Ordem dos desfiles |
| 1. Império Serrano 2. Unidos de São Carlos 3. Unidos de Vila Isabel 4. Acadêmicos do Salgueiro 5. Beija-Flor 6. Mocidade Independente de Padre Miguel 7. Estação Primeira de Mangueira 8. Portela 9. União da Ilha do Governador 10. Imperatriz Leopoldinense |

Quesitos e julgadores
Os quesitos Mestre-Sala e Porta-Bandeira e Comissão de Frente não foram avaliados com a justificativa de que estavam se tornando onerosos, visto que as escolas estavam negociando financeiramente os melhores profissionais. Porém, a apresentação dos quesitos foi mantida como obrigatória. As escolas foram avaliadas em oito quesitos, sendo que, Conjunto foi avaliado pelos julgadores dos outros sete quesitos.
| Quesito | Quesito              | Valor         | Julgador |
| ------- | -------------------- | ------------- | --- |
|         | Bateria              | 5 a 10 pontos | José Adilson Werneck |
|         | Harmonia             | 5 a 10 pontos | Sérgio da Silva Araújo |
|         | Samba-Enredo         | 5 a 10 pontos | Wilson Falcão |
|         | Enredo               | 5 a 10 pontos | Vanda Sabian |
|         | Evolução             | 5 a 10 pontos | Emílio Martins |
|         | Fantasias            | 5 a 10 pontos | João Miranda Filho |
|         | Alegorias e Adereços | 1 a 5 pontos  | Sandro Donatelo Teixeira |
|         | Conjunto             | 1 a 3 pontos  | José Adilson Werneck; Sérgio da Silva Araújo; Wilson Falcão; Vanda Sabian; Emílio Martins; João Miranda Filho; Sandro Donatelo Teixeira |

#### Classificação
Beija-Flor, Imperatriz Leopoldinense e Portela foram campeãs com nota máxima de todos os jurados. Com um desfile sobre o imaginário infantil, a Beija-Flor conquistou seu quarto título de campeã. O enredo "O Sol da Meia-Noite, Uma Viagem ao País das Maravilhas" foi desenvolvido pelo carnavalesco Joãosinho Trinta, que foi campeão pela sétima vez no carnaval do Rio. A Imperatriz Leopoldinense conquistou seu primeiro título na elite da folia carioca. Última a desfilar, a escola homenageou a Bahia. O enredo "O Que É Que a Bahia Tem" foi assinado por Arlindo Rodrigues, que conquistou seu sétimo título de campeão. O carnavalesco também venceu no ano anterior, quando estava na Mocidade Independente de Padre Miguel. A Portela obteve seu vigésimo título de campeã, quebrando o jejum de dez anos sem vitórias. O título anterior da agremiação foi conquistado em 1970. O enredo "Hoje Tem Marmelada", sobre o circo, foi desenvolvido por Viriato Ferreira, que conquistou seu único título como carnavalesco. O nome do enredo teria sido uma crítica à derrota portelense no carnaval do ano anterior.
Mocidade, União da Ilha do Governador e Unidos de Vila Isabel somaram a mesma pontuação final, sendo declaradas vice-campeãs. Campeã no ano anterior, a Mocidade realizou um desfile tropicalista sobre o Brasil. A União da Ilha se auto homenageou exaltando sua característica de fazer desfiles bons e bonitos gastando pouco dinheiro. Campeã do Grupo 1-B no ano anterior, a Vila Isabel apresentou um desfile inspirado no poema Sonho de Um Sonho do poeta Carlos Drummond de Andrade e apresentou um elogiado samba-enredo composto por Martinho da Vila.
Terceiro colocado, o Salgueiro realizou um desfile sobre o candomblé. Estação Primeira de Mangueira ficou em quarto lugar com uma apresentação sobre o cotidiano do brasileiro. De volta ao Grupo 1-A, o Império Serrano se classificou na penúltima colocação com um desfile inspirado no livro Visão do Paraíso, de Sérgio Buarque de Holanda, sobre a colonização e a busca do ouro no Brasil. Com um desfile sobre a Deixa Falar, considerada a primeira escola de samba da história, a Unidos de São Carlos obteve o último lugar, sendo rebaixada para a segunda divisão. O desfile ficou marcado pela queda do destaque de luxo Mauro Rosas de uma das alegorias da escola. Mauro quebrou sete costelas e teve um pulmão perfurado, mas sobreviveu após ficar internado por semanas. Por causa do acidente, foi proibido que pessoas desfilassem em cima de alegorias nos dois carnavais seguintes.
| Legenda: Desfile dos Campeões (Sapucaí) Rebaixada para o Grupo 1-B |

| Col. | Escola                                | Enredo                                                      | Carnavalesco(a)                                                     | Pontos |
| ---- | ------------------------------------- | ----------------------------------------------------------- | ------------------------------------------------------------------- | ------ |
| 1    | Beija-Flor                            | O Sol da Meia-Noite, Uma Viagem ao País das Maravilhas      | Joãosinho Trinta                                                    | 93     |
| 1    | Imperatriz Leopoldinense              | O Que É Que a Bahia Tem                                     | Arlindo Rodrigues                                                   | 93     |
| 1    | Portela                               | Hoje Tem Marmelada                                          | Viriato Ferreira                                                    | 93     |
| 2    | Mocidade Independente de Padre Miguel | Tropicália Maravilha                                        | Fernando Pinto                                                      | 88     |
| 2    | União da Ilha do Governador           | Bom, Bonito e Barato                                        | Adalberto Sampaio                                                   | 88     |
| 2    | Unidos de Vila Isabel                 | Sonho de Um Sonho                                           | Fernando Costa e Sílvio Cunha                                       | 88     |
| 3    | Acadêmicos do Salgueiro               | O Bailar dos Ventos, Relampejou, mas não Choveu             | Ney Ayan e Jorge Nascimento                                         | 87     |
| 4    | Estação Primeira de Mangueira         | Coisas Nossas                                               | Liana Silveira e Érica Cirne                                        | 82     |
| 5    | Império Serrano                       | Império das Ilusões - Atlântida, Eldorado, Sonho e Aventura | Evandro do Rosário, José Eugênio, Mauro Almeida e Ubiratan de Assis | 80     |
| 6    | Unidos de São Carlos                  | Deixa Falar                                                 | Francisco Fabian                                                    | 70     |

### Grupo 1-B
O desfile do Grupo 1-B (segunda divisão) foi organizado pela AESCRJ e realizado na segunda-feira, dia 18 de fevereiro de 1980, na Rua Marquês de Sapucaí. Marcado para as 19 horas, teve seu início atrasado para as 20 horas e 30 minutos devido uma forte chuva que atingiu a cidade.

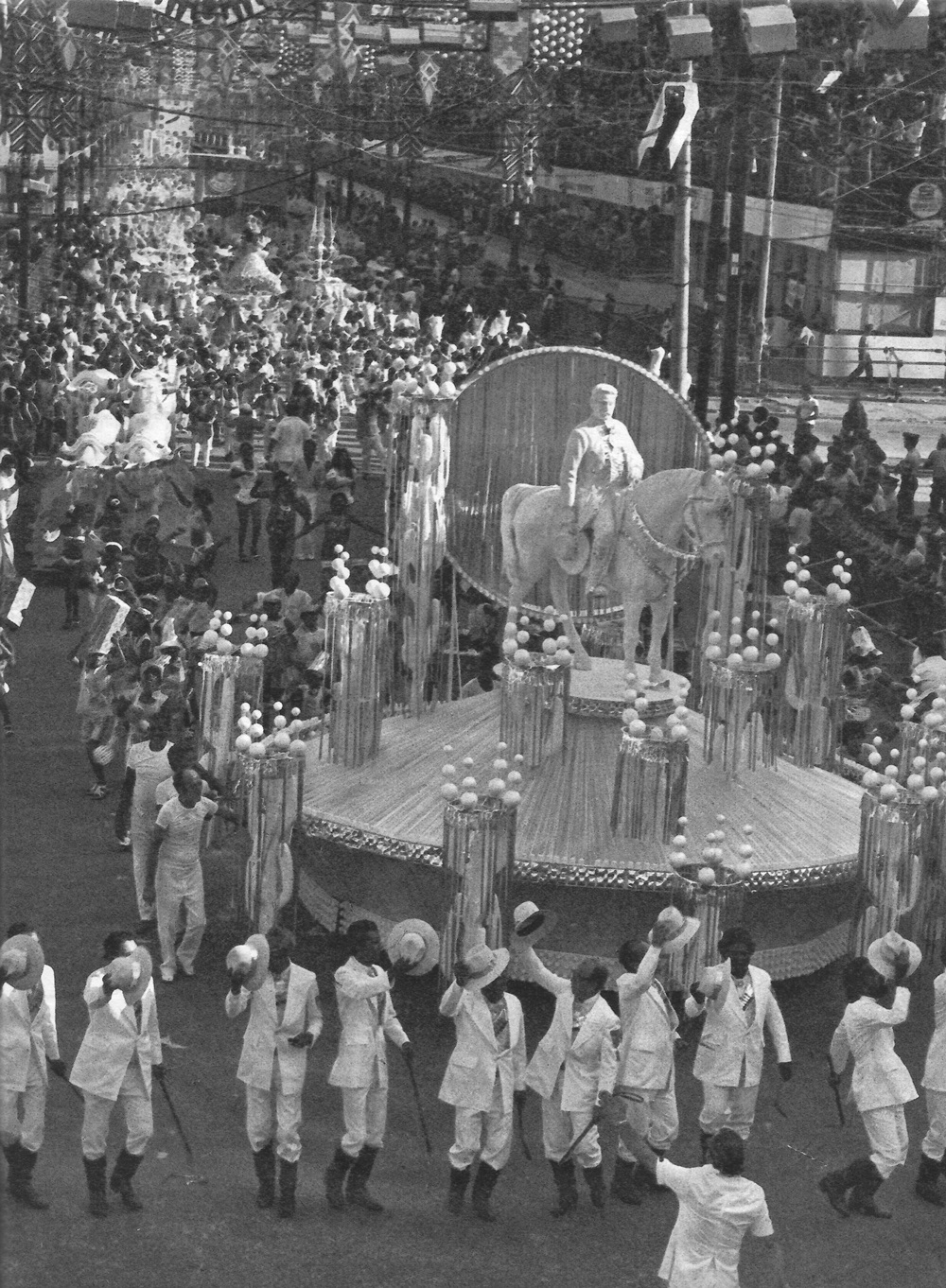
Imagem do desfile da Unidos da Tijuca em 1980. Escola foi a campeã do Grupo 1-B.

| Ordem dos desfiles |
| 1. Unidos da Ponte 2. Unidos de Bangu 3. Unidos do Cabuçu 4. Império da Tijuca 5. Arrastão de Cascadura 6. Unidos de Lucas 7. Arranco 8. Lins Imperial 9. Caprichosos de Pilares 10. Império do Marangá 11. São Clemente 12. Unidos da Tijuca |

#### Classificação
Unidos da Tijuca foi a campeã, garantindo seu retorno à primeira divisão, de onde estava afastada desde 1959. A escola homenageou o industrial Delmiro Augusto da Cruz Gouveia, morto em 1917. O cearense criou a primeira usina hidrelétrica do Brasil e liderou o mercado de linhas de costura desafiando as multinacionais estrangeiras até ser assassinado. A Unidos da Tijuca encerrou o desfile do Grupo 1-B, se apresentando com o dia claro, por volta das 8 horas e 30 minutos da manhã. Foi saudada com entusiasmo pelo público, sendo indicada pela imprensa como favorita ao título. Últimas colocadas, São Clemente e Unidos da Ponte foram rebaixadas para a terceira divisão.
| Legenda: Promovida ao Grupo 1-A / Desfile dos Campeões (Sapucaí) Rebaixadas para o Grupo 2-A * Sem informação disponível |

| Col. | Escola                 | Enredo                                   | Carnavalesco(a)                                           | Pontos | Desempate         |
| ---- | ---------------------- | ---------------------------------------- | --------------------------------------------------------- | ------ | ----------------- |
| 1    | Unidos da Tijuca       | Delmiro Gouveia                          | Paulo César Cardoso e Renato Lage                         | 95     | -                 |
| 2    | Arranco                | O Guarani - José de Alencar              | Geraldo Cavalcanti                                        | 90     | -                 |
| 3    | Lins Imperial          | Guarda Velha, Velha Guarda               | José Félix Garcez Netto                                   | 87     | -                 |
| 4    | Arrastão de Cascadura  | Mambembes e Mamulengos                   | Ricardo Aquino e Cláudio de Souza                         | 84     | Harmonia (10 pts) |
| 5    | Império da Tijuca      | De Sacristão a Barão do Ouro             | Mário Barcelos                                            | 84     | Harmonia (9 pts)  |
| 6    | Caprichosos de Pilares | É a Maior - Emilinha Borba               | Roberto D'Rodrigues                                       | 81     | -                 |
| 7    | Unidos de Bangu        | A Lenda de Juparanã, a Lagoa Encantada   | Ernesto Nascimento                                        | 80     | -                 |
| 8    | Império do Marangá     | Brasil, Terra do Amor                    | *                                                         | 78     | Bateria (10 pts)  |
| 9    | Unidos do Cabuçu       | Tua Obra não Nega, Lalá                  | Therezinha Monte, Jorge Silveira, Jailton e Eucyr Pereira | 78     | Bateria (9 pts)   |
| 10   | Unidos de Lucas        | França, Bumbá e Assombrações no Maranhão | Carlinhos de Andrade e Roberto Costa                      | 77     | -                 |
| 11   | São Clemente           | A Doce Ilusão do Sambista                | Ivo da Rocha Gomes                                        | 74     | -                 |
| 12   | Unidos da Ponte        | Maravilhosa Marajó                       | *                                                         | 72     | -                 |

### Grupo 2-A
O desfile do Grupo 2-A (terceira divisão) foi organizado pela AESCRJ e realizado no domingo, dia 17 de fevereiro de 1980, na Avenida Rio Branco. Marcado para as 19 horas, teve início após duas horas e quinze minutos de atraso.
| Ordem dos desfiles |
| 1. Tupy de Brás de Pina 2. Grande Rio 3. Foliões de Botafogo 4. União de Jacarepaguá 5. Unidos do Uraiti 6. Unidos de Nilópolis 7. Em Cima da Hora 8. Acadêmicos de Santa Cruz 9. Independentes de Cordovil 10. Unidos do Jacarezinho 11. União de Rocha Miranda 12. Acadêmicos do Engenho da Rainha |

#### Classificação
Acadêmicos de Santa Cruz foi a campeã, garantindo seu retorno à segunda divisão, de onde estava afastada desde 1978. A escola realizou um desfile sobre o parque da Quinta da Boa Vista, localizado no Rio de Janeiro. Vice-campeã, com um desfile em homenagem ao ator brasileiro Grande Otelo, a União de Jacarepaguá também foi promovida ao Grupo 1-B, de onde estava afastada desde 1978.
| Legenda: Promovidas ao Grupo 1-B / Desfile dos Campeões (Av. Rio Branco) Rebaixadas para o Grupo 2-B * Sem informação disponível |

| Col. | Escola                          | Enredo                            | Carnavalesco(a)               | Pontos |
| ---- | ------------------------------- | --------------------------------- | ----------------------------- | ------ |
| 1    | Acadêmicos de Santa Cruz        | Um Domingo na Quinta da Boa Vista | José Lima Galvão              | 94     |
| 2    | União de Jacarepaguá            | Carnaval e Glória de Othelo       | *                             | 86     |
| 3    | Acadêmicos do Engenho da Rainha | O Garimpo                         | *                             | 84     |
| 4    | Foliões de Botafogo             | A Fé e o Culto Negro no Brasil    | Jorge Fontoura                | 83     |
| 5    | Em Cima da Hora                 | Bahia, Bahia, Tradicional Bahia   | Ney Roriz                     | 82     |
| 6    | Grande Rio                      | Místico, Mágico e Divino          | *                             | 74     |
| 7    | Independentes de Cordovil       | Deixa Falar que Depois eu Digo    | *                             | 73     |
| 8    | Tupy de Brás de Pina            | Samba, Sinfonia de Uma Raça       | *                             | 72     |
| 9    | Unidos do Uraiti                | Galanga, o Rei                    | *                             | 72     |
| 10   | União de Rocha Miranda          | O Segredo da Noite                | Wilson Miranda                | 71     |
| 11   | Unidos de Nilópolis             | Baile do Ouvidor                  | *                             | 71     |
| 12   | Unidos do Jacarezinho           | E o Morro Desce                   | Jesué Silva e Moryd Baimaceda | 70     |

### Grupo 2-B
O desfile do Grupo 2-B (quarta divisão) foi organizado pela AESCRJ e realizado na segunda-feira, dia 18 de fevereiro de 1980, na Avenida Rio Branco. Marcado para as 19 horas, teve seu início atrasado em 2 horas e 30 minutos devido uma forte chuva que atingiu a cidade.
| Ordem dos desfiles |
| 1. Império de Campo Grande 2. Paraíso do Tuiuti 3. União de Vaz Lobo 4. Unidos de Manguinhos 5. Unidos da Zona Sul 6. Unidos de Cosmos 7. Acadêmicos do Cachambi 8. Unidos da Vila Santa Tereza 9. Acadêmicos da Cidade de Deus 10. Unidos de Padre Miguel |

#### Classificação
Acadêmicos da Cidade de Deus e Paraíso do Tuiuti foram as campeãs, sendo promovidas ao Grupo 2-A. Vice-campeã, Unidos de Manguinhos também foi promovida à terceira divisão.
| Legenda: Promovidas ao Grupo 2-A / Desfile dos Campeões (Av. Rio Branco) * Sem informação disponível |

| Col. | Escola                       | Enredo                      | Carnavalesco(a)                                    | Pontos |
| ---- | ---------------------------- | --------------------------- | -------------------------------------------------- | ------ |
| 1    | Acadêmicos da Cidade de Deus | Engenhos do Rio Antigo      | Walter Nogueira e Carlos Alberto                   | 91     |
| 1    | Paraíso do Tuiuti            | É a Sorte                   | Maria Augusta                                      | 91     |
| 2    | Unidos de Manguinhos         | Festanças da Pindorama      | Félix e Braulino                                   | 86     |
| 3    | Acadêmicos do Cachambi       | Rio, Samba e Flores         | Macedo                                             | 83     |
| 4    | Unidos da Vila Santa Tereza  | Congregação dos Sambistas   | Adolfo Sodré                                       | 79     |
| 5    | Unidos de Padre Miguel       | As Riquezas de Minas Gerais | Guilherme Martins, Antônio Andrade e Djalma Santos | 77     |
| 6    | Unidos de Cosmos             | O Brasil Também É Criança   | Carlão                                             | 76     |
| 7    | Unidos da Zona Sul           | Rio, Seis Anos de Fusão     | *                                                  | 68     |
| 8    | Império de Campo Grande      | Uma Preta Velha Me Contou   | Ney Ayan                                           | 64     |
| 9    | União de Vaz Lobo            | Cana Caiana, Baiana Bacana  | Jorge Bithencourt                                  | 56     |

## Blocos de empolgação
Os desfiles dos blocos de enredo foram organizados pela Federação dos Blocos Carnavalescos do Estado do Rio de Janeiro (FBCERJ). A apuração dos resultados foi realizada na sexta-feira, dia 22 de fevereiro de 1980, no Pavilhão de São Cristóvão.

### Grupo A-1

#### Classificação
Fala Meu Louro foi o campeão.
| Legenda: Desfile dos Campeões (Av. Rio Branco) |

| Col. | Bloco                             | Pontos |
| ---- | --------------------------------- | ------ |
| 1    | Fala Meu Louro                    | 40     |
| 2    | Bacanas da Piedade                | 36     |
| 3    | Bananas do Méier                  | 36     |
| 3    | Balanço da Mangueira              | 36     |
| 3    | Eles Que Digam                    | 36     |
| 3    | O Feitiço É Nosso                 | 36     |
| 4    | Avante de Guadalupe               | 36     |
| 5    | Cardosão das Laranjeiras          | 35     |
| 6    | Grilo de Bangu                    | 33     |
| 7    | Independentes do Morro do Pinto   | 33     |
| 8    | Império da Salsicha de Cavalcante | 33     |
| 9    | Unidos de Oswaldo Cruz            | 33     |
| 10   | Amendoeira                        | 31     |
| 11   | Caracol de Copacabana             | 29     |

### Grupo A-2

#### Classificação
Chamego de Benfica, Sineta do Engenho Novo e Unidos de Botafogo foram os vencedores somando a mesma pontuação final.
| Legenda: Desfile dos Campeões (Av. Rio Branco) |

| Col. | Bloco                    | Pontos |
| ---- | ------------------------ | ------ |
| 1    | Chamego de Benfica       | 40     |
| 1    | Sineta do Engenho Novo   | 40     |
| 1    | Unidos de Botafogo       | 40     |
| 2    | Caciquinho de Inhoaíba   | 39     |
| 3    | Xodó de Oswaldo Cruz     | 39     |
| 4    | Tigre da Vila            | 37     |
| 5    | Sufoco de Olaria         | 37     |
| 6    | Q70 de Pilares           | 36     |
| 7    | Urubu Cheiroso           | 35     |
| 8    | Escovão de Riachuelo     | 34     |
| 9    | Tubarão de Bento Ribeiro | 33     |
| 10   | Coração das Meninas      | 33     |
| 11   | Xavantes do Tingui       | 32     |
| 12   | Alegria É Mato           | 31     |

### Grupo B

#### Classificação
Bafo do Gato foi o vencedor por um ponto de diferença para o vice-campeão.
| Legenda: Desfile dos Campeões (Av. 28 de Setembro) |

| Col. | Bloco                           | Pontos |
| ---- | ------------------------------- | ------ |
| 1    | Bafo do Gato                    | 40     |
| 2    | Chuchu Beleza                   | 39     |
| 2    | Mocidade da Mallet              | 39     |
| 3    | Temporão de Cordovil            | 39     |
| 4    | Onda Braba de Vista Alegre      | 38     |
| 5    | Tigre de Bonsucesso             | 37     |
| 6    | Lelé da Cuca                    | 36     |
| 6    | Mocidade de Pavuna              | 36     |
| 6    | Razão de Viver                  | 36     |
| 6    | Zebra de Madureira              | 36     |
| 7    | Amores de Padre Miguel          | 35     |
| 7    | Nasceu Mais Um                  | 35     |
| 8    | Magnatas de Engenheiro Pedreira | 34     |
| 9    | Pinta e Borda                   | 29     |
| 10   | Se Mistura Quem Pode            | 28     |

### Grupo C

#### Classificação
Beco do Sorriso e Gavião da Tijuca foram os vencedores somando a mesma pontuação final.
| Legenda: Desfile dos Campeões (Av. 28 de Setembro) |

| Col. | Bloco                               | Pontos |
| ---- | ----------------------------------- | ------ |
| 1    | Beco do Sorriso                     | 40     |
| 1    | Gavião da Tijuca                    | 40     |
| 2    | Furão de Olaria                     | 38     |
| 2    | Irajá Samba                         | 38     |
| 2    | Pulo da Onça                        | 38     |
| 3    | Não Me Toque de Brás de Pina        | 38     |
| 4    | Unidos da Lapa                      | 36     |
| 5    | Paz e Harmonia                      | 36     |
| 6    | Bafo da Cobra                       | 35     |
| 6    | Unidos da Gregório de Vigário Geral | 35     |
| 7    | Fusão e Samba de Jacarepaguá        | 34     |
| 7    | Unidos da Vacaria                   | 34     |
| 8    | Cheiroso da Penha                   | 33     |
| 9    | Bafo da Zebra                       | 32     |
| 10   | Suate                               | 31     |

## Blocos de enredo
Os desfiles dos blocos de enredo foram organizados pela FBCERJ. A apuração dos resultados foi realizada na sexta-feira, dia 22 de fevereiro de 1980, no Pavilhão de São Cristóvão.

### Grupo 1-A
O desfile do Grupo 1-A foi realizado na Rua Marquês de Sapucaí entre as 22 horas e 45 minutos do sábado, dia 16 de fevereiro de 1980, e as 9 horas e 30 minutos do dia seguinte.
Quesitos e julgadores
Os blocos foram avaliados em oito quesitos.
| Quesito | Quesito                        | Valor         | Julgador                     |
| ------- | ------------------------------ | ------------- | ---------------------------- |
|         | Evolução                       | 1 a 10 pontos | Ana Maria Fernandes Carvalho |
|         | Samba                          | 1 a 10 pontos | Djalma Almeida Magalhães     |
|         | Bateria                        | 1 a 10 pontos | Milton Damásio Ribeiro       |
|         | Fantasias                      | 1 a 10 pontos | Regina Mendes Fontes         |
|         | Abre-Alas                      | 1 a 10 pontos | Armando Ferreira             |
|         | Adereços Manuais               | 1 a 10 pontos | Fanir Moreira de Carvalho    |
|         | Estandarte                     | 1 a 5 pontos  | Sebastião Vaictom dos Santos |
|         | Porta-Estandarte e Mestre-Sala | 1 a 5 pontos  | Débora Zira de Medeiros Lima |

#### Classificação
Canários das Laranjeiras foi campeão por um ponto de diferença para o vice, Flor da Mina do Andaraí.
| Legenda: Desfile dos Campeões (Sapucaí) Rebaixados para o Grupo 1-B |

| Col. | Bloco                               | Enredo                                            | Pontos |
| ---- | ----------------------------------- | ------------------------------------------------- | ------ |
| 1    | Canários das Laranjeiras            | Tróia Negra                                       | 79     |
| 2    | Flor da Mina do Andaraí             | A Sacerdotisa de Afefé                            | 78     |
| 3    | Vai Se Quiser                       | A Rainha dos Ventos                               | 76     |
| 4    | Quem Fala de Nós não Sabe o que Diz | Os Bons Tempos da Praça Tiradentes                | 75     |
| 5    | Unidos de São Cristóvão             | Natureza, a Morada dos Orixás                     | 75     |
| 6    | Cacareco Unidos do Leblon           | O Amante da Dama das Flores                       | 72     |
| 7    | Unidos do Cantagalo                 | Conversa de Botequim                              | 72     |
| 8    | Mocidade de Guararapes              | Panela Cheia                                      | 71     |
| 9    | Boêmios do Andaraí                  | Na Ribalta Tropical Ri de Palhaço                 | 71     |
| 10   | Unidos do Cabral                    | Alucinações de Um Carnavalesco no Reino de Netuno | 71     |
| 11   | Unidos da Vila Kennedy              | Bembelelem... Viva Belém...                       | 70     |
| 12   | Bafo do Bode                        | Mares do Pindorama                                | 70     |
| 13   | Cometas do Bispo                    | O Caçador de Esmeraldas                           | 61     |
| 14   | Difícil É o Nome                    | Brasil Show Exportação                            | 59     |

### Grupo 1-B
O desfile do Grupo 1-B foi realizado na noite do sábado, dia 16 de fevereiro de 1980, na Avenida Rio Branco.

#### Classificação
Bafo do Leão foi o campeão, sendo promovido ao Grupo 1-A junto com Embalo do Catete, Unidos da Villa Rica, Mocidade Independente de Inhaúma e Rosa de Ouro.
| Legenda: Promovidos ao Grupo 1-A Rebaixados para o Grupo 2-A |

| Col. | Bloco                                  | Enredo                                            | Pontos |
| ---- | -------------------------------------- | ------------------------------------------------- | ------ |
| 1    | Bafo do Leão                           | Pintando o Sete                                   | 78     |
| 2    | Embalo do Catete                       | Rio de Outrora                                    | 77     |
| 3    | Unidos da Villa Rica                   | Recordação do Tabuleiro da Baiana                 | 76     |
| 4    | Mocidade Independente de Inhaúma       | Carnaval que Vovó Brincou                         | 76     |
| 5    | Rosa de Ouro                           | Os Bandeirantes                                   | 76     |
| 6    | Alegria de Copacabana                  | As Mulatas                                        | 75     |
| 7    | Caprichosos de Bento Ribeiro           | Hino à Primavera                                  | 74     |
| 8    | Namorar Eu Sei                         | A Tróia Negra                                     | 74     |
| 9    | Boi da Freguesia da Ilha do Governador | Boemia                                            | 72     |
| 10   | Xuxu                                   | Amo-Te                                            | 72     |
| 11   | Unidos da São Brás                     | Folia e Folias (Os Carnavais que não Voltam Mais) | 67     |
| 12   | Boêmios de Inhaúma                     | Ganga Zumba                                       | 64     |
| 13   | Deixa Comigo                           | História do Carnaval do Rio                       | 63     |
| 14   | Quem Quiser Pode Vir                   | O Menino do Amendoim                              | 48     |

### Grupo 2-A
O desfile do Grupo 2-A foi realizado na noite do sábado, dia 16 de fevereiro de 1980, no Boulevard 28 de Setembro, em Vila Isabel.

#### Classificação
Mocidade de São Matheus foi campeão nos critérios de desempate, sendo promovido ao Grupo 1-A.
| Legenda: Promovidos ao Grupo 1-A / Desfile dos Campeões (Av. 28 de Setembro) Promovidos ao Grupo 1-B Rebaixados para o Grupo 2-B * Sem informação disponível |

| Col. | Bloco                           | Enredo                               | Pontos |
| ---- | ------------------------------- | ------------------------------------ | ------ |
| 1    | Mocidade de São Matheus         | Feira de Caruaru                     | 75     |
| 2    | Samba Como Pode                 | *                                    | 75     |
| 3    | Boêmios da Vila Aliança         | Evocação                             | 72     |
| 4    | Vem Como Pode                   | Jaci e Guaracy, Uma História de Amor | 72     |
| 5    | Cara de Boi                     | *                                    | 71     |
| 6    | Mocidade de Vicente de Carvalho | Folclore, Alma do Povo               | 71     |
| 7    | Imperial de Lucas               | *                                    | 71     |
| 8    | Império de Botafogo             | Vida e Obra de Ataufo Alves          | 67     |
| 9    | Baba do Quiabo                  | *                                    | 67     |
| 10   | Embalo do Morro do Urubu        | *                                    | 65     |
| 11   | Rouxinol do Grotão da Penha     | Rio, Sol, Alegria                    | 62     |
| 12   | Diplomatas de Anchieta          | *                                    | 61     |
| 13   | Mocidade de Rocha Miranda       | Lavoura Canavieira                   | 59     |
| 14   | Mocidade do Lins                | Mocidade do Lins                     | 54     |

### Grupo 2-B

#### Classificação
Força Jovem do Horto foi o campeão, sendo promovido ao Grupo 1-B. Carinhoso de Vigário Geral não desfilou.
| Legenda: Promovido ao Grupo 1-B / Desfile dos Campeões (Av. 28 de Setembro) Promovidos ao Grupo 2-A Rebaixados para o Grupo 3-A * Sem informação disponível |

| Col. | Bloco                       | Enredo                       | Pontos |
| ---- | --------------------------- | ---------------------------- | ------ |
| 1    | Força Jovem do Horto        | Lamento Negro                | 77     |
| 2    | Leão de Iguaçu              | A Grande Festa das Máscaras  | 76     |
| 3    | Arame de Ricardo            | Amazonas, o Pulmão do Mundo  | 74     |
| 4    | Turma da Chupeta            | Na Corte do Reino da Folia   | 72     |
| 5    | Império da Gávea            | *                            | 71     |
| 6    | Coroado de Jacarepaguá      | O Que Fazer                  | 71     |
| 7    | Acadêmicos do Vidigal       | *                            | 70     |
| 8    | Garrafal                    | Pelo Telefone                | 68     |
| 9    | Infantes da Piedade         | Marias: No Sonho de Um Poeta | 63     |
| 10   | Bloco do Barriga            | Da Senzala à Liberdade       | 63     |
| 11   | Acadêmicos de Bento Ribeiro | Um Canto em Yorubá           | 63     |
| 12   | Unidos do Jardim Botânico   | Loteca, o Ciclo do Sonho     | 61     |
| 13   | Mocidade Peteca da Paraná   | *                            | 60     |
| 14   | Carinhoso de Vigário Geral  | *                            | 0      |

### Grupo 3-A

#### Classificação
Sai Como Pode foi o campeão, sendo promovido ao Grupo 2-A.
| Legenda: Promovido ao Grupo 2-A / Desfile dos Campeões (Av. 28 de Setembro) Promovidos ao Grupo 2-B Rebaixados para o Grupo 3-B * Sem informação disponível |

| Col. | Bloco                           | Enredo                                 | Pontos |
| ---- | ------------------------------- | -------------------------------------- | ------ |
| 1    | Sai Como Pode                   | *                                      | 76     |
| 2    | Coração de Éden                 | O Maracatu de Chico Rei                | 75     |
| 3    | Carinhoso da Penha Circular     | *                                      | 75     |
| 4    | Só Falta Você                   | Maracatu, Lendas e Tradições           | 74     |
| 5    | Unidos da Laureano              | *                                      | 71     |
| 6    | Lambe Copo                      | Maravilhas e Lendas do Mar             | 71     |
| 7    | Mocidade do Grajaú              | *                                      | 69     |
| 8    | Mocidade de Camaré              | Senhora Mucama, Dama de Uma Bela Corte | 68     |
| 9    | Amizade da Água Branca          | Iracema - A Deusa dos Lábios de Mel    | 67     |
| 10   | Hora Certa                      | *                                      | 66     |
| 11   | Embaixadores da Paulo Ramos     | *                                      | 66     |
| 12   | Mocidade Unida do Estácio de Sá | *                                      | 64     |
| 13   | Gavião de Brás de Pina          | Capoeira                               | 62     |
| 14   | Durinhos de Padre Miguel        | *                                      | 60     |

### Grupo 3-B

#### Classificação
Corações Unidos de Bonsucesso foi o campeão, sendo promovido ao Grupo 2-B.
| Legenda: Promovido ao Grupo 2-B / Desfile dos Campeões (Av. 28 de Setembro) Promovidos ao Grupo 3-A Rebaixados para o Grupo 4 * Sem informação disponível |

| Col. | Bloco                          | Enredo                            | Pontos |
| ---- | ------------------------------ | --------------------------------- | ------ |
| 1    | Corações Unidos de Bonsucesso  | A Magnânima                       | 76     |
| 2    | Unidos do Rio Comprido         | *                                 | 72     |
| 3    | Alegria de Padre Miguel        | Quilombo dos Palmares             | 69     |
| 4    | Unidos da Fazenda              | *                                 | 68     |
| 5    | Estrela do Bairro Magali       | *                                 | 68     |
| 6    | Inocentes do Jardim Metrópoles | O Caçador de Esmeraldas           | 68     |
| 7    | Dragão de Irajá                | *                                 | 68     |
| 8    | Solta o Bicho                  | *                                 | 67     |
| 9    | Unidos do Parque Felicidade    | Do Nascer ao Florescer da Portela | 67     |
| 10   | Unidos do Gramacho             | *                                 | 66     |
| 11   | Batutas de Cordovil            | Abolição do Cativeiro             | 66     |
| 12   | Acadêmicos do Colégio          | Festa da Libertação               | 64     |
| 13   | Surpresa de Realengo           | Vamos de Gaiola                   | 64     |
| 14   | Amar É Viver                   | Jamelão, Uma Vida de Glórias      | 58     |

### Grupo 4

#### Classificação
Custou mas Saiu foi o campeão, sendo promovido ao Grupo 3-A.
| Legenda: Promovido ao Grupo 3-A / Desfile dos Campeões (Av. 28 de Setembro) Promovidos ao Grupo 3-B Rebaixados para o Grupo 5 * Sem informação disponível |

| Col. | Bloco                              | Enredo                                | Pontos |
| ---- | ---------------------------------- | ------------------------------------- | ------ |
| 1    | Custou mas Saiu                    | Orlando Silva, o Cantor das Multidões | 78     |
| 2    | Bloco do China                     | Sua Majestade o Café                  | 76     |
| 3    | Arrastão de São João               | Maracatu                              | 72     |
| 4    | Os Brasinhas                       | Folia Sempre Folia                    | 72     |
| 5    | Império do Gramacho                | O Reino Encantado da Alegria          | 67     |
| 6    | Baixada do Sapo                    | Rio, Triunfo e Glórias                | 67     |
| 7    | Xodó das Meninas do Jardim América | A Guerreira do Lago de Prata          | 65     |
| 8    | Mocidade                           | Sonho de Primavera                    | 61     |
| 9    | Mocidade da Camarista Méier        | *                                     | 59     |
| 10   | Suco de Camarão                    | *                                     | 56     |
| 11   | União da Vila                      | *                                     | 55     |
| 12   | Unidos da Vila Jardim              | Nos Tempos da Lapa                    | 54     |
| 13   | Alegria do Parque                  | Sonho de Um Sambista                  | 51     |
| 14   | Estrela de Jacarepaguá             | Flores, Mulheres e Frutos do Brasil   | 45     |

### Grupo 5

#### Classificação
Acadêmicos da Abolição foi o campeão, sendo promovido ao Grupo 3-B. Mocidade do Pau-Ferro não desfilou.
| Legenda: Promovido ao Grupo 3-B / Desfile dos Campeões (Av. 28 de Setembro) Promovidos ao Grupo 4 Rebaixados para o Grupo 6 * Sem informação disponível |

| Col. | Bloco                            | Enredo                                  | Pontos |
| ---- | -------------------------------- | --------------------------------------- | ------ |
| 1    | Acadêmicos da Abolição           | Barco da Saudade                        | 74     |
| 2    | Três Unidos do Lote XV           | *                                       | 73     |
| 3    | Novo Horizonte                   | O Brasil em Festa                       | 73     |
| 4    | Mocidade de Santa Margarida      | *                                       | 68     |
| 5    | Mataram Meu Gato                 | *                                       | 61     |
| 6    | Solidão de Cabuis                | As Minas do Rei Salomão                 | 61     |
| 7    | Estrela de Madureira             | *                                       | 60     |
| 8    | Coroado de Santa Cruz            | *                                       | 58     |
| 9    | União da Ponte                   | A Curtição Carioca                      | 58     |
| 10   | Mamãe Não Deixa                  | As Quatro Estações do Ano               | 51     |
| 11   | Brinca Quem Pode de Santa Tereza | Itu - Terra das Coisas Grandes          | 42     |
| 12   | Os Liberais do Andaraí           | *                                       | 42     |
| 13   | Sentinela de Pilares             | Meu Mundo Maravilhoso                   | 41     |
| 14   | Mocidade do Pau-Ferro            | Exaltação a Benedito do Surdo "O Negro" | 0      |

### Grupo 6

#### Classificação
Globo de Ouro foi campeão nos critérios de desempate, sendo promovido ao Grupo 4. Flor da Vila Norma e Teimosos da Vila não desfilaram.
| Legenda: Promovido ao Grupo 4 Promovidos ao Grupo 5 Rebaixados para o Grupo 7 |

| Col. | Bloco                       | Enredo                                | Pontos |
| ---- | --------------------------- | ------------------------------------- | ------ |
| 1    | Globo de Ouro               | O Maravilhoso Mundo Infantil          | 74     |
| 2    | Unidos da Venda Grande      | O Doce Canto da Sereia                | 74     |
| 3    | Dilema da Vila de Ramos     | As Quatro Estações do Ano             | 70     |
| 4    | Unidos da Pereira da Silva  | Azeite de Dendê, o Tempero dos Deuses | 64     |
| 5    | Boca na Garrafa             | O Carnaval de Antigamente             | 64     |
| 6    | Amor a Natureza             | Primavera, Tempo das Flores           | 62     |
| 7    | Veneno da Suburbana         | Folia Carioca Alegria de Um Povo      | 59     |
| 8    | Azes de Cascadura           | Mundo Encantado de Monteiro Lobato    | 58     |
| 9    | Engrossa                    | Zumbi, o Rei Negro                    | 55     |
| 10   | Unidos do Bairro Central    | Abelardo Barbosa, o Guerreiro         | 50     |
| 11   | União de Del Castilho       | Surgimento do Samba no Brasil         | 30     |
| 12   | Periquito do Jardim América | Carnaval, Alegria de Um Povo          | 10     |
| 13   | Flor da Vila Norma          | *                                     | 0      |
| 14   | Teimosos da Vila            | *                                     | 0      |

### Grupo 7

#### Classificação
Unidos de Edson Passos foi o campeão, sendo promovido ao Grupo 4.
| Legenda: Promovido ao Grupo 4 Promovidos ao Grupo 6 Rebaixados para o Grupo 8 * Sem informação disponível |

| Col. | Bloco                  | Enredo                                 | Pontos |
| ---- | ---------------------- | -------------------------------------- | ------ |
| 1    | Unidos de Edson Passos | Nas Águas da Lavagem do Bonfim         | 77     |
| 2    | Dragão de Camará       | Maravilhas do Folclore Brasileiro      | 74     |
| 3    | Independente           | O Carnaval                             | 72     |
| 4    | Império de Bonsucesso  | O Mundo Maravilhoso de Jorge Ben       | 71     |
| 5    | Nosso Sonho            | No Calor do Verão Carioca              | 70     |
| 6    | Anjo da Guarda         | *                                      | 67     |
| 7    | Unidos de Antares      | Sua Majestade o Rei                    | 67     |
| 8    | Portelinha             | Uma Festa Caipira Em Tempo de Carnaval | 66     |
| 9    | Gavião da Baixada      | Bonzuae                                | 66     |
| 10   | Unidos de Anchieta     | O Amanhecer                            | 65     |
| 11   | Paraíso da Alvorada    | Grandes Personagens da Nossa História  | 61     |
| 12   | Roda Quem Pode         | O Arquiteto da Avenida                 | 60     |
| 13   | Unidos da Penha        | *                                      | 58     |
| 14   | União da Vila Realengo | *                                      | 52     |

### Grupo 8

#### Classificação
Arrasta Povo foi o campeão, sendo promovido ao Grupo 5. Flor do Bairro não desfilou.
| Legenda: Promovido ao Grupo 5 Promovidos ao Grupo 7 Rebaixados para o Grupo 9 * Sem informação disponível |

| Col. | Bloco                      | Enredo                                | Pontos |
| ---- | -------------------------- | ------------------------------------- | ------ |
| 1    | Arrasta Povo               | Epopéia Ritual de Uma Raça            | 79     |
| 2    | Paz e Amor                 | Contas de Sinhá Maria                 | 77     |
| 3    | Aventureiros do Leme       | *                                     | 74     |
| 4    | Cem de Nilópolis           | *                                     | 71     |
| 5    | Bole-Bole                  | *                                     | 70     |
| 6    | Unidos da Catruz           | Uma Pena em Nossa História (Abolição) | 66     |
| 7    | Unidos da Roquete Pinto    | *                                     | 65     |
| 8    | Acadêmicos do Engenho Novo | *                                     | 63     |
| 9    | Passa a Régua de Bangu     | Do Princípio ao Fim                   | 60     |
| 10   | Vem Manso de Padre Miguel  | Sonho de Liberdade                    | 60     |
| 11   | Gente da Gente             | Jardim das Rosas                      | 56     |
| 12   | Bafo do Cabrito            | A Gafieira                            | 56     |
| 13   | Unidos da Fronteira        | Exaltação ao Mestre Ataulfo Alves     | 55     |
| 14   | Flor do Bairro             | *                                     | 0      |

### Grupo 9
Acadêmicos dos Prazeres foi o campeão, sendo promovido para o Grupo 7. Acadêmicos da Pavuna e Demorei mas Cheguei não desfilaram.
| Legenda: Promovido ao Grupo 7 Promovidos ao Grupo 8 |

| Col. | Bloco                         | Enredo                             |
| ---- | ----------------------------- | ---------------------------------- |
| 1    | Acadêmicos dos Prazeres       | Cajueiro da Portela                |
| 2    | Unidos da Galeria             | Carnaval para o Povo               |
| 3    | Gavião de Jacarepaguá         | Primavera Sonho e Poesia           |
| 4    | Chamego de Turiaçu            | A Primavera                        |
| 5    | Acadêmicos do Parque Anchieta | Ilha de Paquetá de Ontem e de Hoje |
| 6    | Balanço do Jardim Palmares    | Esse Rio que Eu Amo                |
| 7    | Sangue Jovem                  | Estrada da Gávea 250               |
| 8    | Dragões de Nilópolis          | As Estações do Ano                 |
| 9    | Passo do Ganso                | Passo do Ganso                     |
| 10   | Império do Gato               | Januária                           |
| 11   | Flor da Vila Tiradentes       | Cidade Maravilhosa                 |
| 12   | Cascudo de Rocha Miranda      | As Quatro Estações do Ano          |
| 13   | Acadêmicos da Pavuna          | *                                  |
| 14   | Demorei mas Cheguei           | *                                  |

## Frevos carnavalescos
O desfile dos clubes de frevo foi realizado a partir das 18 horas e 30 minutos do sábado, dia 16 de fevereiro de 1980, na Avenida Rio Branco.
Quesitos e julgadores
Os clubes foram avaliados em cinco quesitos com notas de um a dez.
| Quesito | Quesito               | Julgador                |
| ------- | --------------------- | ----------------------- |
|         | Evolução              | Lourdes Braga Carijó    |
|         | Fantasias             | Myriam Pérsia           |
|         | Música                | Gerson Martinelli       |
|         | Conjunto de Passistas | Edmundo de Souza Carijó |
|         | Enredo                | João Carlos Dilier      |

### Classificação
Lenhadores foi o campeão dos frevos pela 23.ª vez em 35 anos de existência do clube.
| Legenda: Desfile dos Campeões (Av. Rio Branco) |

| Col. | Frevo                         | Enredo                         | Pontos | Desempate        |
| ---- | ----------------------------- | ------------------------------ | ------ | ---------------- |
| 1    | Lenhadores                    | Folia em Caruaru               | 59     | -                |
| 2    | Prato Misterioso              | Riquezas e Lendas do Mar       | 54     | -                |
| 3    | Misto Toureiros               | Navio Negreiro                 | 52     | -                |
| 4    | Bola de Ouro                  | Rio: Frevo e Alegria           | 51     | Evolução (8 pts) |
| 5    | Vassourinhas                  | Brasil, Doce Torrão            | 51     | Evolução (7 pts) |
| 6    | Pás Douradas                  | Do Pastoril ao Boi Bumbá       | 50     | -                |
| 7    | Batutas da Cidade Maravilhosa | Rio, Eterna Capital da Alegria | 49     | -                |

## Ranchos carnavalescos
O desfile dos ranchos foi realizado a partir das 20 horas da terça-feira, dia 19 de fevereiro de 1980, na Avenida Rio Branco.
Quesitos e julgadores
Os ranchos foram avaliados em sete quesitos.
| Quesito | Quesito                         | Julgador                        |
| ------- | ------------------------------- | ------------------------------- |
|         | Marcha-Rancho                   | Gerson Martinelli               |
|         | Evolução                        | Alda de Souza Marques Rodrigues |
|         | Mestre-Sala e Porta-Estandarte  | Lourdes Braga Carijó            |
|         | Fantasias                       | Vicente de Pérsia               |
|         | Alegorias, Abre-Alas e Adereços | Elias João                      |
|         | Enredo                          | João D'Ângelo                   |
|         | Conjunto                        | Marina Marques                  |

### Classificação
Recreio da Saúde foi o campeão.
| Legenda: Desfile dos Campeões (Av. Rio Branco) |

| Col. | Rancho                   | Enredo                                             | Pontos | Desempate        |
| ---- | ------------------------ | -------------------------------------------------- | ------ | ---------------- |
| 1    | Recreio da Saúde         | A Volta do Éden                                    | 77     | -                |
| 2    | Decididos de Quintino    | Reminiscências Carnavalescas                       | 73     | Fantasia (9 pts) |
| 3    | Unidos do Cunha          | Atanhanhã, a Gruta Misteriosa                      | 73     | Fantasia (7 pts) |
| 4    | Império de São Cristóvão | Máscara Negra                                      | 70     | -                |
| 5    | Lira de Vila Isabel      | Rio, Sol e Alegria                                 | 67     | -                |
| 6    | Independentes do Catumbi | Trem da Alegria                                    | 66     | -                |
| 7    | Flor de Madureira        | Glórias e Recordações da Música Popular Brasileira | 65     | -                |
| 8    | Aliados de Quintino      | Exaltação ao Teatro Nacional                       | 64     | -                |
| 9    | Azulões da Torre         | Luar de Praia dos Carnavais Antigos                | 62     | -                |
| 10   | Alegria de Santo Cristo  | As Glórias dos Carnavais                           | 60     | -                |
| 11   | Parasitas de Ramos       | Carnaval da Saudade e Empolgação                   | 58     | -                |

## Sociedades carnavalescas

### Classificação
Diplomatas da Tiradentes foi o campeão apresentando o enredo "O Circo Vem Aí".
| Legenda: Desfile dos Campeões (Av. Rio Branco) |

| Col. | Sociedade                | Pontos | Desempate                      | Desempate                      |
| ---- | ------------------------ | ------ | ------------------------------ | ------------------------------ |
| 1    | Diplomatas da Tiradentes | 49     | -                              | -                              |
| 2    | Filhos de Ébano          | 45     | -                              | -                              |
| 3    | Pierrots das Cavernas    | 44     | Conjunto de Alegorias (10 pts) | Conjunto de Alegorias (10 pts) |
| 4    | Embaixada do Sossego     | 44     | Conjunto de Alegorias (9 pts)  | Conjunto de Alegorias (9 pts)  |
| 5    | Tenentes do Diabo        | 36     | -                              | -                              |
| 6    | Clube dos Independentes  | 34     | -                              | -                              |
| 7    | Lordes                   | 33     | Conjunto de Alegorias (7 pts)  | Cenografia (7 pts)             |
| 8    | Clube dos Fenianos       | 33     | Conjunto de Alegorias (7 pts)  | Cenografia (6 pts)             |
| 9    | Turunas de Monte Alegre  | 33     | Conjunto de Alegorias (6 pts)  | Cenografia (6 pts)             |
| 10   | Clube dos Embaixadores   | 33     | Conjunto de Alegorias (6 pts)  | Cenografia (5 pts)             |
| 11   | Clube dos Cariocas       | 31     | -                              | -                              |

## Desfiles dos Campeões

### Marquês de Sapucaí
O Desfile dos Campeões da Rua Marquês de Sapucaí foi realizado entre as 21 horas do sábado, dia 23 de fevereiro de 1980, e as 7 horas do dia seguinte. Participaram do desfile as escolas campeãs e vice-campeãs do Grupo 1-A, as duas escolas mais bem colocadas do Grupo 1-B, e os blocos de enredo campeão e vice-campeão do Grupo 1-A. Cerca de 200 mil pessoas compareceram ao evento.
| Ordem dos desfiles |
| 1. Flor da Mina do Andaraí 2. Canários das Laranjeiras 3. Arranco 4. Unidos da Tijuca 5. União da Ilha do Governador 6. Unidos de Vila Isabel 7. Mocidade Independente de Padre Miguel 8. Portela 9. Imperatriz Leopoldinense 10. Beija-Flor |

### Avenida Rio Branco
O desfile da Avenida Rio Branco foi realizado a partir das 20 horas do sábado, dia 23 de fevereiro de 1980. Participaram do desfile as escolas campeãs e vice-campeãs dos grupos 2-A e 2-B e os vencedores dos concursos de blocos, frevos, ranchos e sociedades.
| Ordem dos desfiles |
| 1. Diplomatas da Tiradentes 2. Lenhadores 3. Recreio da Saúde 4. Caciquinho de Inhoaíba 5. Unidos de Botafogo 6. Sineta do Engenho Novo 7. Chamego de Benfica 8. Bacanas da Piedade 9. Fala Meu Louro 10. Embalo do Catete 11. Bafo do Leão 12. Unidos de Manguinhos 13. Acadêmicos da Cidade de Deus 14. Paraíso do Tuiuti 15. União de Jacarepaguá 16. Acadêmicos de Santa Cruz |

### Avenida 28 de Setembro
O desfile da Avenida 28 de Setembro foi realizado a partir das 20 horas do sábado, dia 23 de fevereiro de 1980. Participaram do desfile somente blocos.
| Ordem dos desfiles |
| 1. Beco do Sorriso 2. Gavião da Tijuca 3. Bafo do Gato 4. Acadêmicos da Abolição 5. Custou mas Saiu 6. Corações Unidos de Bonsucesso 7. Sai Como Pode 8. Força Jovem do Horto 9. Mocidade de São Matheus |